# Emil Stoffella
Emil Peter Joseph Stoffella d’Alta Rupe  (* 13. August 1835 in Vösendorf bei Wien; † 16. Februar 1912 in Vösendorf) war ein österreichischer Internist.

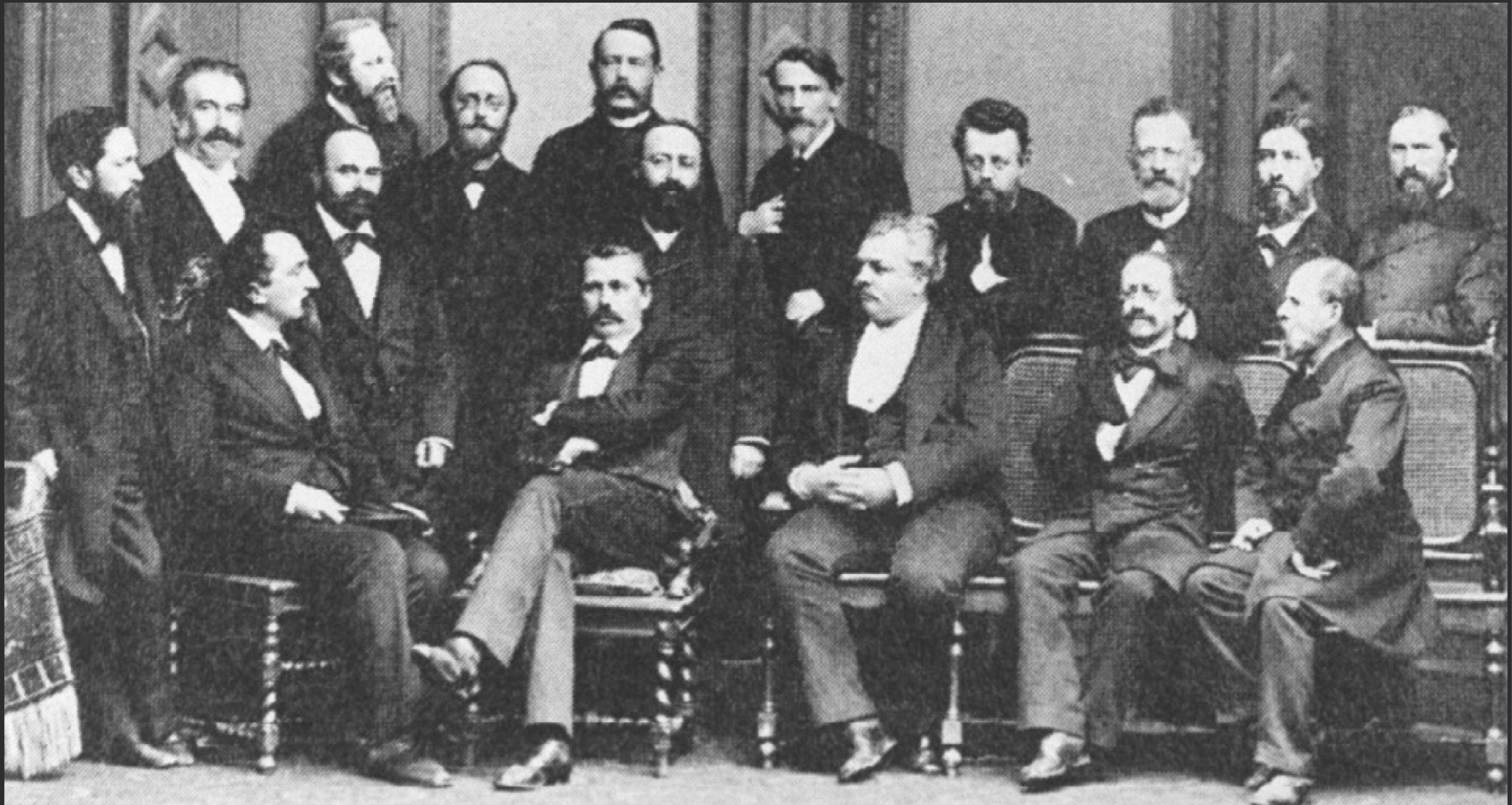
Die Abteilungsvorstände der Allgemeinen Poliklinik in Wien um 1885.
Von links, sitzend:
Alois Monti, Johann Schnitzler, Robert Ultzmann, Jakob Hock, Samuel Siegfried Karl von Basch;
von links stehend:
August Leopold von Reuss, Stoffelka, Wilhelm Winternitz, Leopold Oser, Anton von Frisch, Hans von Hebra, Fürth, Moriz Benedikt, Viktor Urbantschitsch, Max Herz, Anton Wölfler, Ludwig Bandl

## Leben
Emil Stoffella maturierte in Wien, studierte von 1852 bis 1857 an der Medizinischen Fakultät in Wien und wurde am 5. Jänner 1858 zum Doktor der Medizin und am 20. April 1858 zum Doktor der Chirurgie promoviert. Das Rigorosum für das Magisterium der Geburtshilfe legte Emil Stoffella am 27. Mai 1858 ab.  1860 wurde er zum Assistenten an der Medizinischen Klinik des Prof. Johann von Oppolzer bestellt.
1862 erfolgt die Habilitierung zum Privatdozenten der Medizinischen Propädeutik. Am 30. Dezember 1868 wurde die Lehrbefugnis des Privatdozenten Emil Stoffella auf spezielle Pathologie und Therapie erweitert. Am 8. Dezember 1878 wurde er ao. Professor, 1879 Vorstand einer Internistischen Abteilung der Poliklinik. 1882 wurde er zum unbesoldeten außerordentlichen Professor der speziellen medizinischen Pathologie und Therapie an der Universität Wien ernannt.
Emil Stoffella verfasste wissenschaftliche Beiträge über Pulsmessung, über Hydrotherapie des Typhus abdominalis, über Chorea und Morbus Basedow, über das kochsche Heilverfahren, das Fettherz, über die Epilepsie und Hystero-Epilepsie, über Symptome bei Perikarditis, über die Therapie von Tuberkulose etc. Er fand auch, dass die Trigeminusneuralgie Zahnprobleme hervorrufen könne. Stoffella war nebenbei Theaterarzt des k. k. Hofoperntheaters in Wien. Er besaß zahlreiche Orden aus dem In- und Ausland.
Im Jahr 1938 wurde in Wien-Leopoldstadt (2. Bezirk) die Stoffellagasse nach ihm benannt.

## Werke
- Oppolzer’s Vorlesungen über specielle Pathologie und Therapie, 2 Bände, Erlangen 1866.
- Zwei Fälle von Dentin-Neubildung in Folge von Trigeminusneuralgie, in: Wiener Medizinische Presse, Wien 1884, Nr. 31, 32, 34, 12 Seiten.
- Emil von Stoffella V. Oppolzer's Vorlesungen über die Krankheiten der Mundhöhle, der Speicheldrüsen, des Rachens und der Speiserohre, Enke, 1872.